# Émile Mbamba
Pour les articles homonymes, voir Mbamba.
Émile Mbamba est un footballeur camerounais né le 27 octobre 1982 à Yaoundé.

## Carrière
- 2000-2004 :  Vitesse Arnhem
- 2004-2005 :  Maccabi Tel Aviv
- 2005-2006 : →  Maccabi Petah Tikva
- 2006-2007 :  Vitória Setúbal
- 2007-2008 :  Arema Malang
- 2009 :  Daegu FC
- 2009-2010 :  Botev Plovdiv
- 2010 :  Toros Neza
- 2011 :  Bontang FC
- depuis 2011 :  Persema Malang